# Le Pays des sourds
Pour plus de détails, voir Fiche technique et Distribution.
Le Pays des sourds est un documentaire français écrit et réalisé par Nicolas Philibert, sorti en 1992.
Ce film a connu un succès faisant plus de 100 000 entrées en France et a été récompensé par de nombreux prix en France ainsi qu'à travers le monde.

## Synopsis
À quoi ressemble le monde pour les milliers de gens qui vivent dans le silence ?
Quiconque s'est aventuré au Pays des Sourds aura été frappé par l'étrangeté de cette chorégraphie de signes et de mouvements qui leur permettent de s'exprimer et de communiquer. Élaborés depuis la nuit des temps, ces signes aussi parlants qu’élaborés, constituent une véritable langue, où chaque mot, chaque unité de sens, se traduit par une image que l'on trace dans l'espace. Ces signes, aussi précis et nuancés que la parole, peuvent, au moins autant qu'elle, se prêter aux déclarations amoureuses comme aux descriptions techniques les plus détaillées en passant par des mots et des expressions de la vie courante aussi fluides que riches en couleurs.
Jean-Claude, Abou, Philo, Hubert, Karine et tous les autres, sourds profonds depuis leur naissance ou les premiers mois de leur vie, rêvent, pensent, communiquent en signes et voient le monde différemment. Avec eux, nous irons à la découverte de ce pays lointain où le regard et le toucher ont tant d'importance. Ce film raconte leur histoire, et nous fait voir le monde à travers leurs yeux.

## Fiche technique
- Titre original : Le Pays des sourds
- Réalisation et scénario : Nicolas Philibert
- Photographie : Frédéric Labourasse
- Son : Henri Maïkoff
- Montage : Guy Lecorne
- Production :  Serge Lalou
- Sociétés de production : Les Films d'ici ; La Sept Cinéma, CEC Rhône-Alpes, Canal+, BBC Films, Radio TSR, Fondation GAN et Rai Tre (coproductions)
- Société de distribution : MKL ; Les Films 39 (Québec), Filmcoopi (Suisse romande)
- Pays de production :  France
- Langue originale : français, langue des signes française
- Format : couleur – 1:66 – 35 mm – Dolby
- Genre : documentaire
- Durée : 99 minutes
- Dates de sortie :
  - France : août 1992 (Festival du film de Locarno)[1] ; 3 mars 1993 (sortie nationale)
  - Suisse romande : 19 mars 1993
  - Québec : 10 septembre 1993

## Distribution
- Le professeur de la langue des signes : Jean-Claude Poulain
- Professeur : Odile Ghermani
- Éducatrice : Babette Deboissy
- Le directeur de l'école : Denis Azra
- Le jeune marié : Hubert Poncet
- La jeune mariée : Marie-Hélène Poncet
- Les autres sourds connus: 
  - Claire Garguier
  - Victor Abbou, le frère de Daniel Abbou
  - Levent Beskardes
  - Monica Flory
  - Chantal Liennel

## Production

### Développement
En septembre 1983, Nicolas Philibert a été contacté par un psychiatre pour le besoin de la réalisation de cassettes pédagogique sur la langue des signes pour enseigner les parents d'enfants sourds et, ne sachant rien au monde des Sourds, participe au cours de la langue des signes organisé par un jeune professeur sourd dans l’enceinte de l’Institut national des jeunes sourds de Paris et y découvre la beauté de cette langue, l'étendue de ses possibilités, l'importance du visuel, l'acuité de leur regard et la mémoire visuelle.

« Ce fut un vrai choc ! Jusqu'ici, je voyais les sourds comme des handicapés, un point c'est tout. Et voilà que je me trouvais devant un homme d'une richesse d'expression tout à fait exceptionnelle, une sorte d'acteur-né, capable de faire passer par les seuls mouvements de ses mains et les expressions de son visage toutes les nuances de la pensée. Pour des raisons que j'ai un peu oubliées, le projet de ces psychiatres resta en plan, mais j'ai commencé de mon côté à rencontrer de plus en plus de sourds et à me passionner pour leur manière de communiquer. (…) J'ai commencé
à me dire qu'un film sur les sourds serait de nature à travailler la matière même du cinéma, puisqu’il s'agit d'une langue où chaque mot, chaque idée se traduit par des images tracées dans l'espace. »

— Nicolas Philibert.
Il abandonne le projet pédagogique et commence alors à écrire un scénario, mais, en même temps, ne trouve pas le financement. Par déception, il passe à autres choses tournant de divers documentaires de montagne et d'aventure sportive pour la télévision à la réalisation de longs-métrages documentaires avant qu'en 1991, l'idée lui revienne sous forme d'un film documentaire, et non plus d'une fiction, avec de vrais personnages vivant leur véritable vie : seulement les sourds profonds, ceux qui sont nés sourds ou devenus sourds, et il préfère laisser les malentendants de côté.
Bien qu'il ait oublié quelques mots en langue des signes après des années sans cours, il retourne dans l'apprentissage avec son assistant Valéry Gaillard car il ne veut pas faire venir un interprète, préfère avoir une relation directe avec les sourds. C'est un autre enseignant, qui n'est qu'autre que le professeur Jean-Claude Poulain que l'on trouvera dans le film.

« (…) je n'ai pas cherché à rencontrer des spécialistes. Si j'étais allé voir ceux qui ont un discours sur la surdité, j'aurais abordé les sourds d'une tout autre manière. J'aurais cherché à vérifier sur le terrain le bien-fondé de ce qu'on m'avait dit. Ma relation au documentaire part toujours de mon ignorance et d'une envie de découvrir. »

— Nicolas Philibert.

### Attribution des rôles
Au départ, il n'a pas prévu autant de personnages, cela venait au fur et à mesure. Nicolas Philibert rencontre le professeur de langue des signes Jean-Claude Poulain, les professeurs, les huit enfants de la classe, leurs parents… et le jeune couple Hubert Poncet et Marie-Hélène Da Costa prévoyant leur mariage et l'idée de les filmer viendra plus tard. Quant au groupe de jeunes américains qui se sont retrouvés dans le film, il ne s'agit que d'une simple coïncidence.

### Tournage
Le tournage s'est déroulé en Rhône-Alpes à Grenoble, Chambéry et Saint-Étienne.
Huit mois écoulés, le réalisateur filme finalement les sourds et leurs situations et, dans les premiers jours suivants, se sent complètement perdu : il ne comprend plus rien de ce que disent les gens.

« C'était désastreux ! Lorsqu'un sourd s'adressait à moi, ça allait à peu près parce qu'il faisait l'effort de signer lentement ; mais je ne déchiffrais pas assez bien la langue des signes pour suivre les conversations des sourds entre eux, ça allait cent fois trop vite ! Et puis filmer des sourds, du fait qu'ils s'expriment par signes, bouscule toutes les conventions : vous ne pouvez plus faire de gros plans, ni de plans de coupe… sous peine de perdre le fil. Chez les sourds le « off » n'existe pas, il n'y a pas de hors champ. Il a donc fallu que nous fassions tout un apprentissage pour déterminer les méthodes de filmage qui convenaient, les cadrages, les places de caméra, les bonnes distances… »

— Nicolas Philibert.

## Accueil

### Festival et sorties
Le film est sélectionné et projeté en août 1992 au festival du film de Locarno, avant sa sortie nationale le 3 mars 1993 en France. Le 19 mars 1993 en Suisse romande et le 10 septembre 1993 au Québec.

## Distinctions
En 1991, le documentaire reçoit le prix spécial d'Aide à la Création de la Fondation Gan pour le Cinéma.
Il remporte également de grands prix en France, également au Japon, en Italie, au Canada, en Espagne, en Inde, en Allemagne et aux États-Unis.

### Récompenses
- Festival de Cannes 1992 : Prix de la Fondation GAN pour le Cinéma[1]
- Festival de Belfort 1992 : Grand prix du meilleur documentaire[1]
- Festival dei Popoli 1992 : Grand prix[10]
- Association de la Presse Cinématographique de Belgique 1993 : Prix Humanum[1]
- Festival International du Film de Vancouver 1993 : Grand prix[1]
- Festival de Valladolid 1993 : Prix « Tiempo de Historia »
- Festival de Bombay 1994 : Grand prix[11]
- Festival du film de San Francisco 1994 : Golden Gate Award[1].
- Prix du meilleur documentaire, Festival de Potsdam (Allemagne) 1994[1]
- Communication Awards 1994 : Stephanie Beacham Award[1]
- Peabody Award 1997[12]

### Sélections
- Festival international du film de Locarno 1992[1]
- Festival international du documentaire de Yamagata (Japon) 1993[13]

### Après le film
Le magazine télévisé L'Œil et la Main a diffusé en 2015 un reportage sur ce que sont devenus les élèves et les personnages filmés dans le documentaire : Retour au pays des sourds.